# Hội chứng sợ nấu ăn
Hội chứng sợ nấu ăn, có tên khoa học là Mageirocophobia (phát âm: ˌmædʒaɪrɪk-a-phô-bi-a) là nỗi sợ hãi đối với việc nấu ăn. Hội chứng này có thể xảy ra dưới nhiều hình thức, mặc dù nó không được coi là đủ nghiêm trọng để điều trị trừ khi một người bị sợ hãi hoặc bị ảnh hưởng quá nghiêm trọng. Thường xuyên nhất, đó là rối loạn lo âu xã hội thường gặp do phản ứng tiêu cực với những rủi ro ẩm thực thông thường, những căng thẳng sau chấn thương do nấu ăn hoặc sợ nấu ăn đối với những người ăn kiêng hoặc ai đó bị ngăn ăn, chỉ ăn thực phẩm đã chuẩn bị trước và đồ ăn nhẹ, hoặc làm cho ai đó có thể dẫn đến các chế độ ăn kiêng không lành mạnh liên quan đến tăng huyết áp, béo phì và tiểu đường.

## Nguyên nhân
Hội chứng sợ nấu ăn có thể được gây ra bởi những đặc điểm tính cách khác nhau, lo lắng xã hội hoặc các rối loạn. Nó có thể được đặt ra bởi những kỳ vọng cao từ các thành viên khác trong gia đình, thất bại với sách dạy nấu ăn, hoặc những khó khăn trong việc thực hiện thành công trong một khóa học nấu ăn. Nó cũng có thể dẫn đến các rối loạn ám ảnh và các rối loạn xã hội khác.

## Các hình thức khác nhau của hội chứng sợ nấu ăn
Các ám ảnh có thể diễn ra dưới nhiều hình thức khác nhau nhưng nó thường xoay quanh các chủ đề phổ biến:

### Sợ lan truyền dịch bệnh
Lý do phổ biến nhất đối với một số mức độ ám ảnh nấu ăn là nỗi sợ lây lan các dịch bệnh do thực phẩm gây ra, ví dụ như thức ăn chưa nấu chín, thức ăn đã được chuẩn bị hoặc làm sạch không đúng cách hoặc lo ngại về các quy tắc cơ bản để chuẩn bị và bảo quản thực phẩm.

### Sợ quá trình nấu ăn
Nhiều người mắc phải hội chứng sợ nấu ăn lo sợ quá trình: tự cắt, tự đốt cháy hoặc thậm chí gặp vấn đề khi thực hiện các bước cần thiết để thành công trong việc tạo nên một món ăn. Một số xem nó như là một công việc vượt quá mức chịu đựng.

### Sợ công thức nấu ăn
Một biểu hiện khác là sự lo lắng do đọc công thức nấu ăn có vẻ phức tạp, hoặc đôi khi những người nấu ăn sợ rằng họ sẽ không nấu ăn trung thực bởi vì họ có thể bỏ qua một vài bước quan trọng trong quá trình, hoặc có thể không đọc và hiểu được các dòng quá trình không được ghi chép từng bước một. Nỗi sợ hãi khác là khối lượng công thức nấu ăn quá nhiều và phức tạp, điều này có thể khiến người mắc phải hội chứng sợ nấu ăn không thể đưa ra một quyết định cụ thể.

### Sợ không đủ kiến thức về thực phẩm
Khi chúng ta chuẩn bị thức ăn cho chính mình hoặc người khác, chúng ta trở nên ý thức hơn về các thành phần, và bằng cách làm như vậy, những lợi ích sức khỏe và/hoặc rủi ro liên quan đến những thực phẩm đó và sự tiêu thụ của chúng được mọi người quan tâm đến rất nhiều. Những người mắc hội chứng sợ nấu ăn có thể trở nên bị ám ảnh bởi những vấn đề này và dẫn đến ảnh hưởng đến khả năng nấu ăn của họ.

## Triệu chứng
Các triệu chứng của chứng ám ảnh có thể bao gồm đau đầu nhẹ, khó thở, ngứa ran hoặc tê ở một số phần của cơ thể, ngất xỉu, yếu ớt, chóng mặt, cảm giác mất kiểm soát, toát mồ hôi quá mức, ớn lạnh, đau ngực, thần kinh hoặc cảm giác sợ hãi hoặc lo lắng liên tục về nấu ăn hoặc hoàn toàn từ chối việc nấu ăn.

## Chữa trị
Giáo dục là cách điều trị phổ biến nhất, mặc dù liệu pháp tâm lý, bao gồm liệu pháp nhận thức hành vi, được chỉ định khi nỗi sợ hãi trở nên nghiêm trọng đến mức gây ra các rối loạn chức năng cho các cá nhân bị ám ảnh.